# Пилецкий, Антон Антонович
Антон Антонович Пилецкий — советский хозяйственный и государственный деятель, лауреат Государственной премии СССР за выдающиеся достижения в труде.

## Биография
Родился в 1924 году в селе Новосёлки. Член КПСС с 1966 года.
Участник Великой Отечественной войны.
В 1950—1984 годах — колхозник, бригадир полеводческой бригады колхоза «Октябрь» Ляховичского района Брестской
области Белорусской ССР.
За выдающиеся достижения в получении высоких и устойчивых урожаев зерновых, масличных и картофеля на основе повышения культуры земледелия, эффективного использования достижений науки, техники и прогрессивных форм организации труда был в составе коллектива удостоен Государственной премии СССР за выдающиеся достижения в труде 1976 года.
Умер в деревне Староселье после 2005 года.

## Награды
- Орден Отечественной войны II степени
- Орден Трудового Красного Знамени